# Jasminka Francki
Jasminka Francki (Zagreb, 15. veljače 1969.), hrvatska športska streljačica. Jedina je hrvatska streljačica koja je osvojila pojedinačne svjetske medalje (OI/SP/SK) i u samostrelu i u streljaštvu; ostvarila je to medaljama u match samostrelu na svjetskom prvenstvu i u pušci na svjetskom kupu.
Natjecala se na Olimpijskim igrama 1992. U disciplini zračna puška 10 metara osvojila je 15. mjesto, a u disciplini MK puška 50 metara (3 x 20 hitaca) osvojila je 12 mjesto.
Na svjetskim prvenstvima je osvojila srebrnu (1997.) i dvije brončane (obje 1993.) u samostrelu. Na europskim prvenstvima osvajala je dva zlata (1993. i 1994.), tri srebra (1991., 1993. i 2001.) i dvije bronce (1991. i 1993.). Na Mediteranskim igrama 1993. osvojila je dvije zlatne medalje.
Bila je članica Končara Zagreba 1786.